# 69 Hesperia
69 Hesperia је астероид главног астероидног појаса са пречником од приближно 138,13 km.
Афел астероида је на удаљености од 3,481 астрономских јединица (АЈ) од Сунца, а перихел на 2,475 АЈ.
Ексцентрицитет орбите износи 0,168, инклинација (нагиб) орбите у односу на раван еклиптике 8,583 степени, а орбитални период износи 1877,429 дана (5,140 година).
Апсолутна магнитуда астероида је 7,05 а геометријски албедо 0,140.
Астероид је открио 26. априла 1861. године Ђовани Скјапарели.